# Anastrepha
Anastrepha es un género de insectos dípteros que pertenece a la familia Tephritidae. Nativo de las regiones tropicales de América.
Este género es uno de los más diversos de la familia Tephritidae con más de 200 especies descritas. Incluye muchas especies de moscas plagas que comen frutas. Se alimentan de plantas de las familias Sapotaceae, Moraceae, Malvaceae, Myrtaceae, Passifloraceae, Anacardiaceae y Rutaceae. Las larvas se alimentan de la pulpa de las frutas y de las semillas.

## Galería

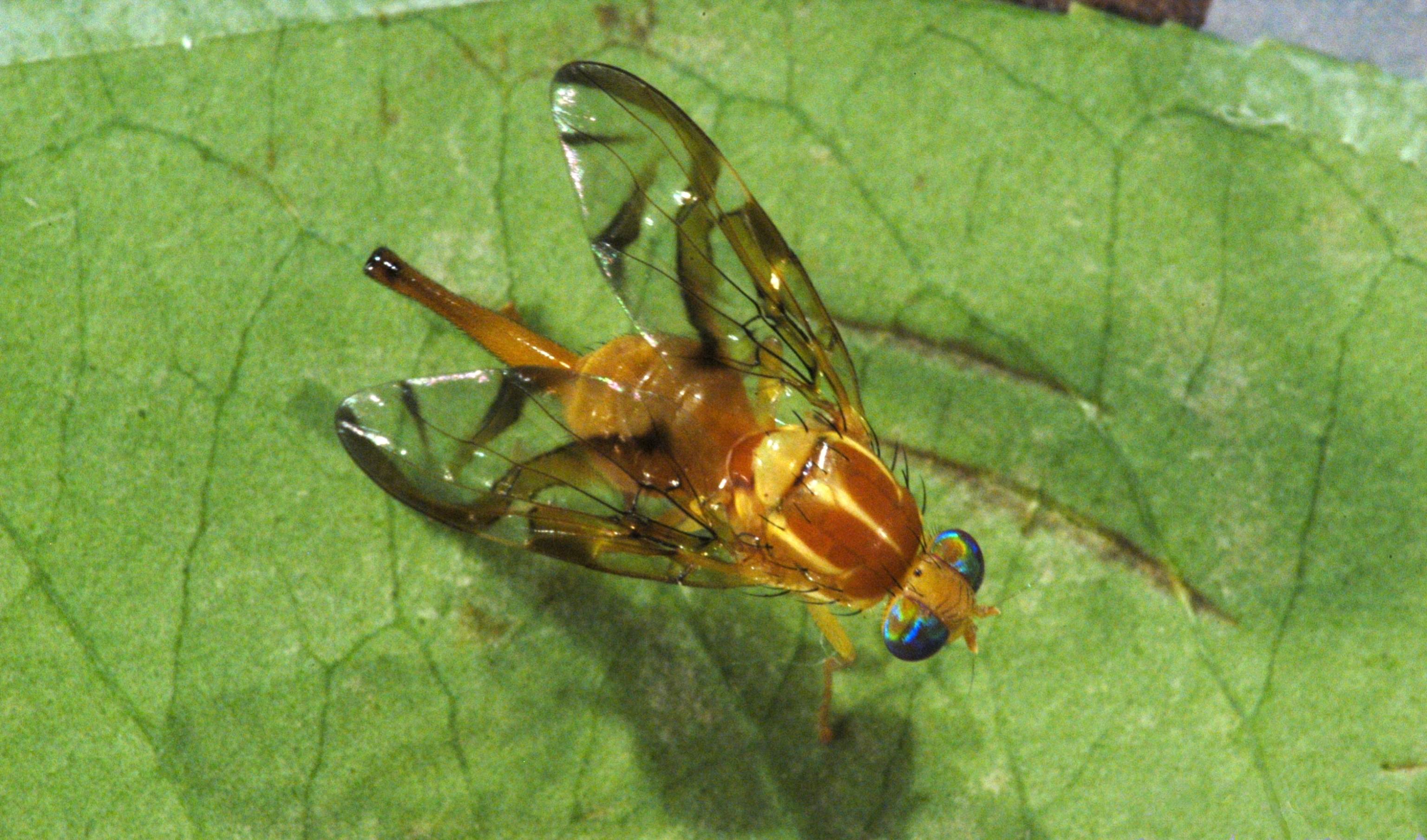
Anastrepha ludens
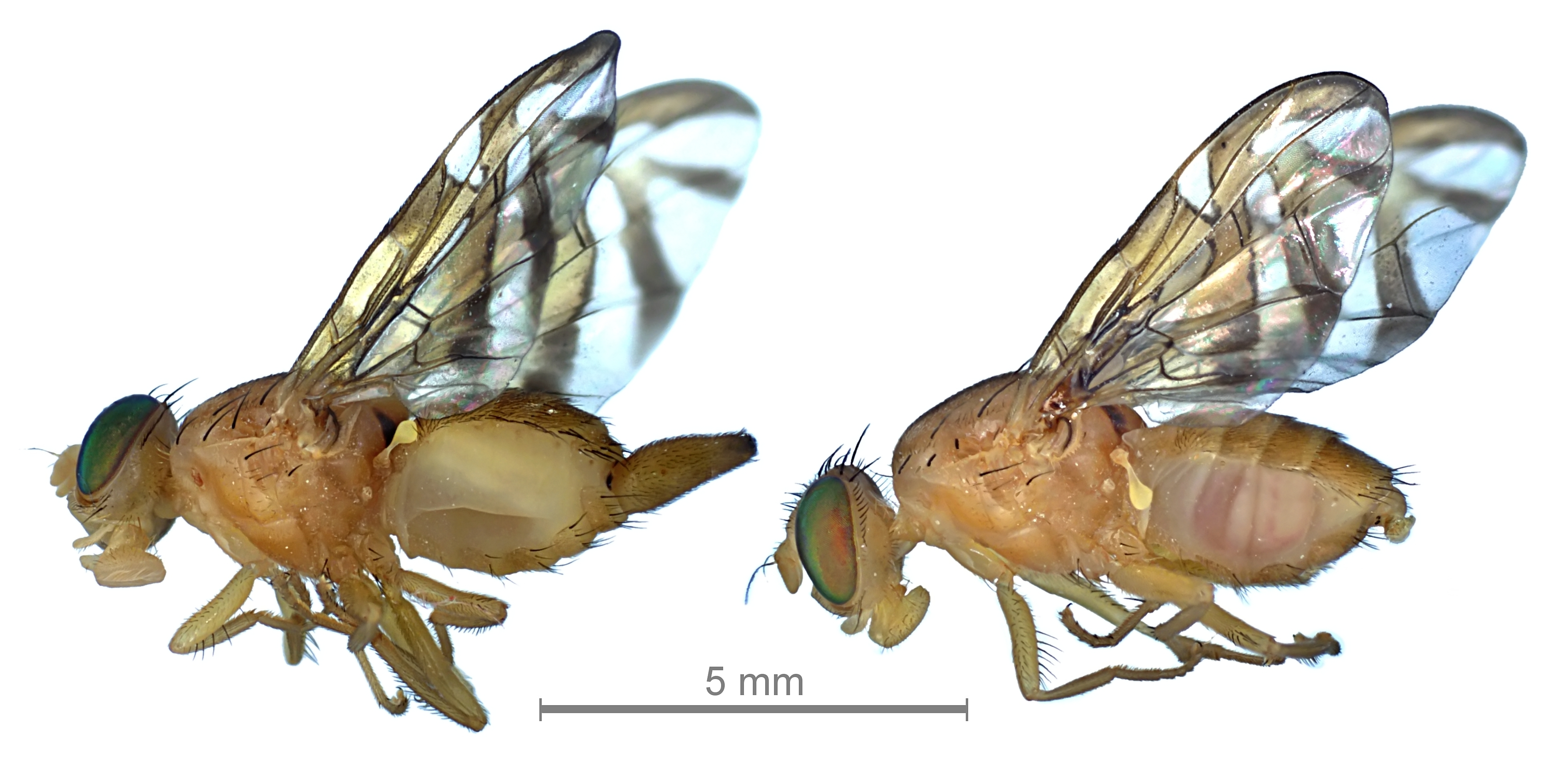
Anastrepha obliqua, hembra y macho
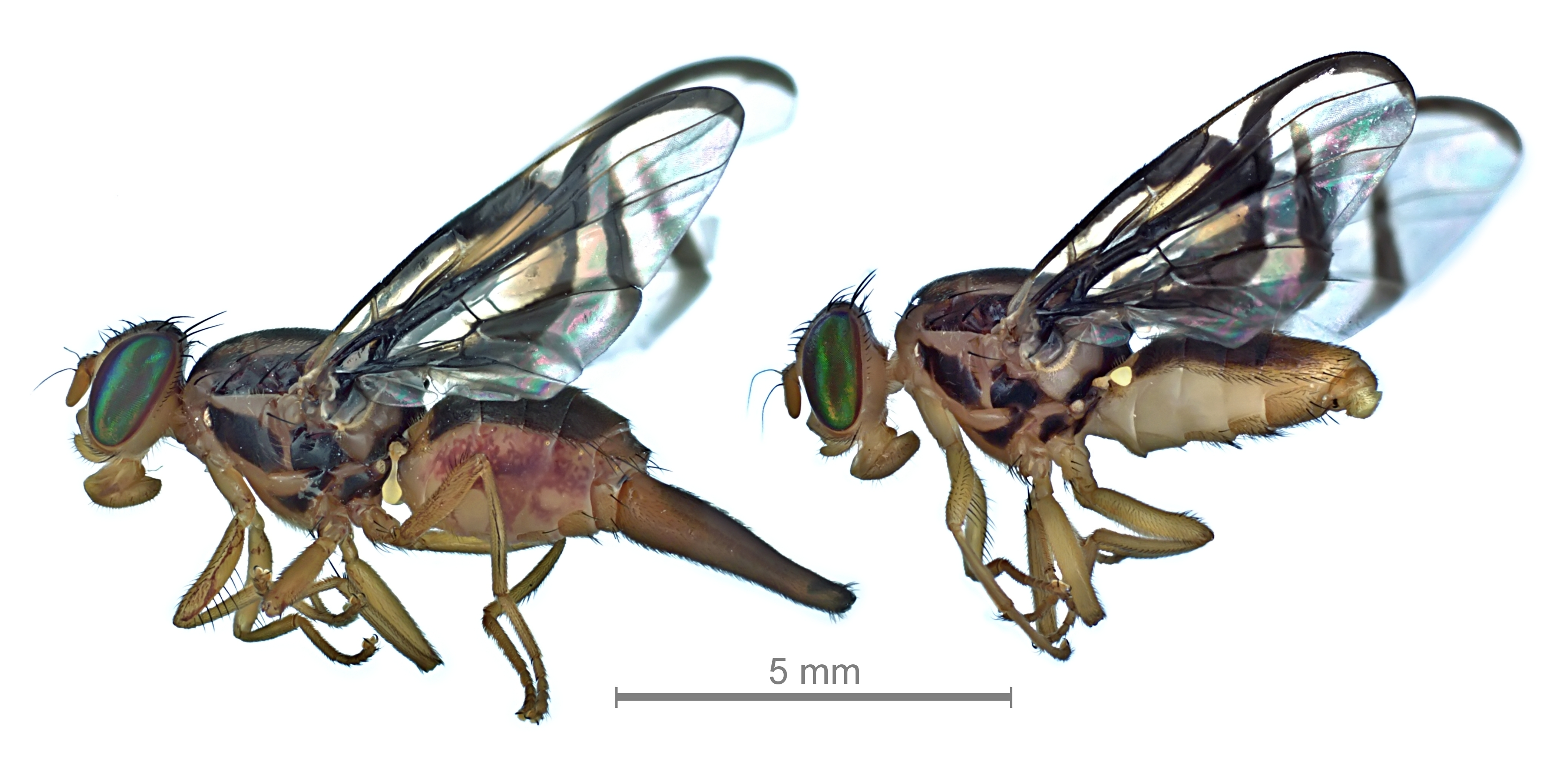
Anastrepha serpentina, hembra y macho
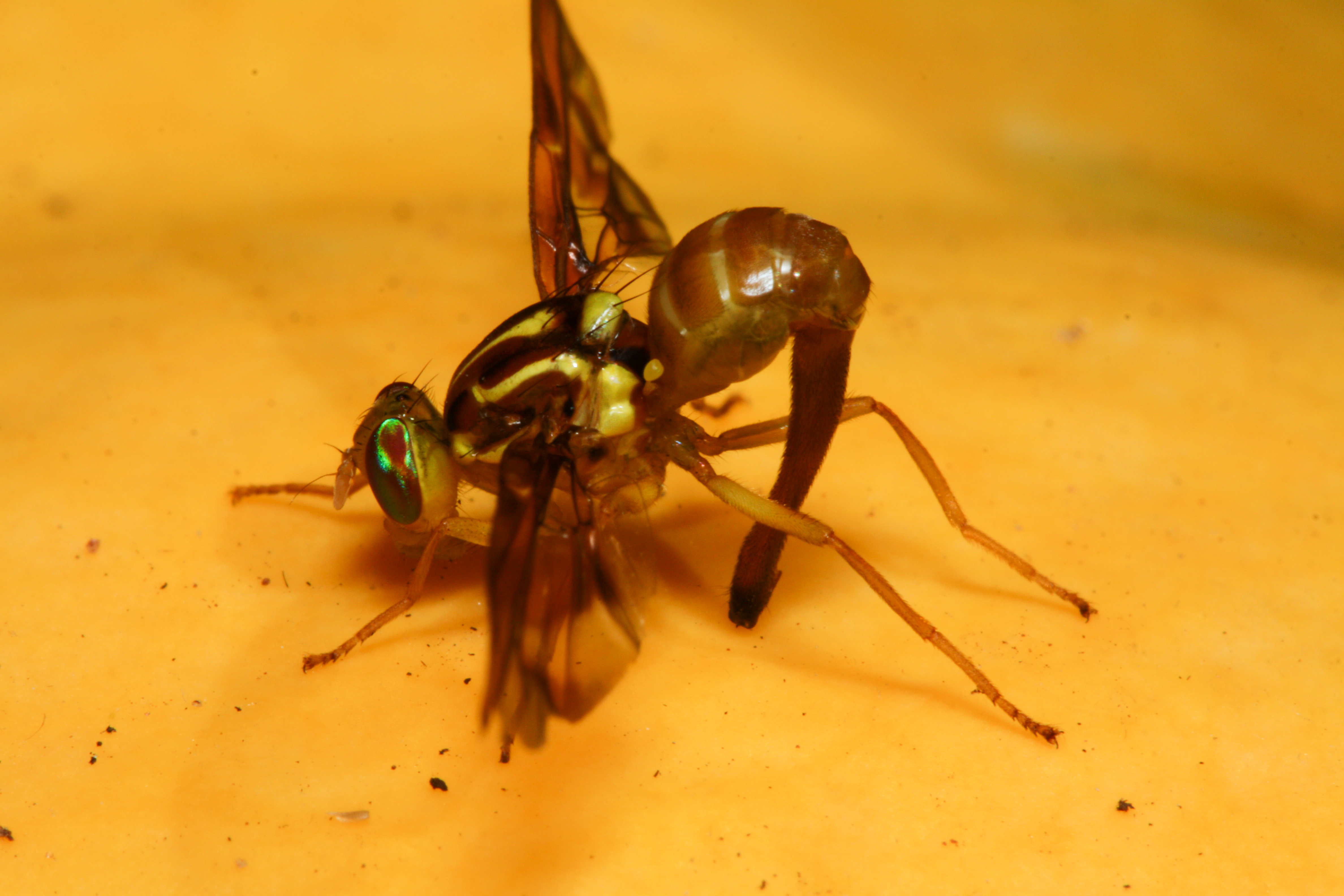
Hembra de Anastrepha grandis depositando huevos en la fruta
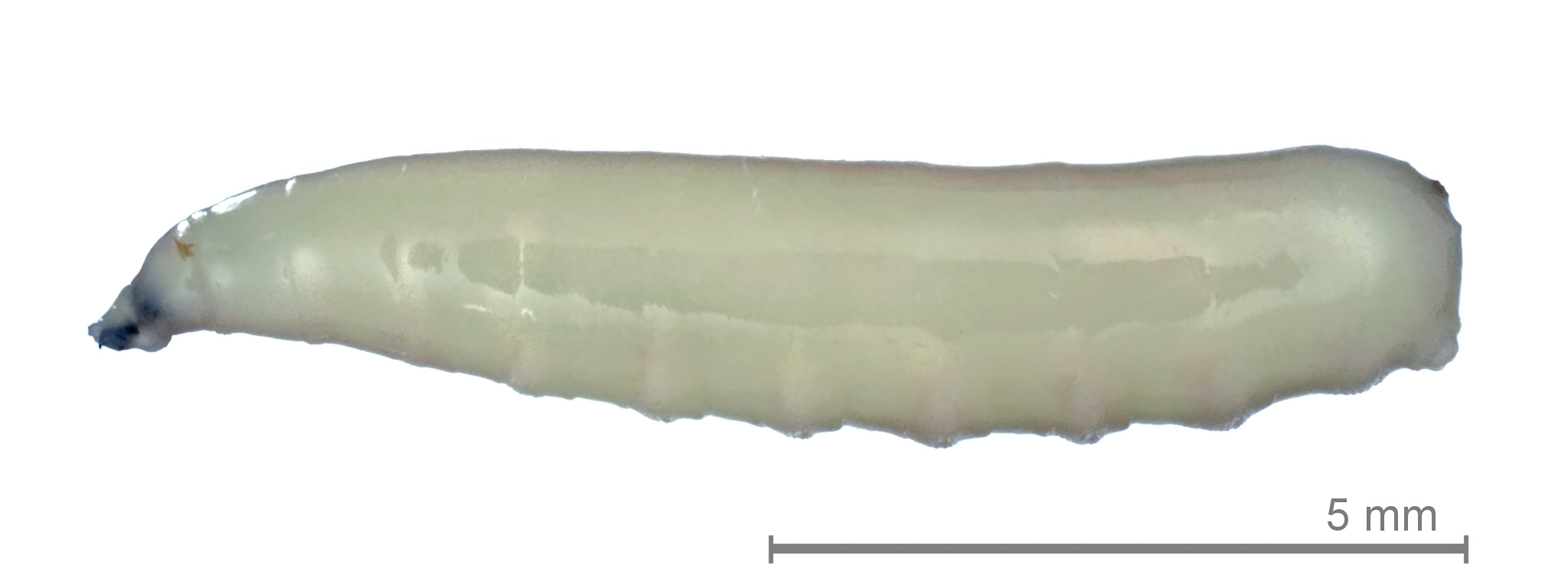
A. serpentina, larva

## Especies
- Anastrepha aberrans
- Anastrepha acidusa
- Anastrepha acris
- Anastrepha aczeli
- Anastrepha alveata
- Anastrepha alveatoides
- Anastrepha amita
- Anastrepha amnis
- Anastrepha ampliata
- Anastrepha anduzei
- Anastrepha anomala
- Anastrepha anomoiae
- Anastrepha antilliensis
- Anastrepha antunesi
- Anastrepha aphelocentema
- Anastrepha apicata
- Anastrepha aquila
- Anastrepha atrigona
- Anastrepha atrox
- Anastrepha avispa
- Anastrepha bahiensis
- Anastrepha barbiellinii
- Anastrepha barnesi
- Anastrepha barrettoi
- Anastrepha belenensis
- Anastrepha benjamini
- Anastrepha bezzii
- Anastrepha bicolor
- Anastrepha binodosa
- Anastrepha bistrigata
- Anastrepha bivittata
- Anastrepha bondari
- Anastrepha borgmeieri
- Anastrepha brunnealata
- Anastrepha buscki
- Anastrepha canalis
- Anastrepha castanea
- Anastrepha castilloi
- Anastrepha caudata
- Anastrepha chiclayae
- Anastrepha cocorae
- Anastrepha compressa
- Anastrepha concava
- Anastrepha conjuncta
- Anastrepha connexa
- Anastrepha consobrina
- Anastrepha convoluta
- Anastrepha cordata
- Anastrepha coronilli
- Anastrepha costalimai
- Anastrepha crebra
- Anastrepha cruzi
- Anastrepha cryptostrepha
- Anastrepha curitis
- Anastrepha daciformis
- Anastrepha debilis
- Anastrepha dentata
- Anastrepha dissimilis
- Anastrepha distans
- Anastrepha distincta
- Anastrepha doryphoros
- Anastrepha dryas
- Anastrepha duckei
- Anastrepha edentata
- Anastrepha elegans
- Anastrepha elongata
- Anastrepha enkerlini
- Anastrepha ethalea
- Anastrepha fenestrata
- Anastrepha fernandezi
- Anastrepha fischeri
- Anastrepha flavipennis
- Anastrepha flavissima
- Anastrepha fractura
- Anastrepha fraterculus
- Anastrepha freidbergi
- Anastrepha fumipennis
- Anastrepha furcata
- Anastrepha fuscicauda
- Anastrepha galbina
- Anastrepha gigantea
- Anastrepha grandicula
- Anastrepha grandis
- Anastrepha greenei
- Anastrepha guianae
- Anastrepha hamadryas
- Anastrepha hamata
- Anastrepha hambletoni
- Anastrepha hastata
- Anastrepha haywardi
- Anastrepha hermosa
- Anastrepha insulae
- Anastrepha integra
- Anastrepha interrupta
- Anastrepha irradiata
- Anastrepha irretita
- Anastrepha katiyari
- Anastrepha kuhlmanni
- Anastrepha lambda
- Anastrepha lanceola
- Anastrepha leptozona
- Anastrepha limae
- Anastrepha loewi
- Anastrepha longicauda
- Anastrepha ludens
- Anastrepha luederwaldti
- Anastrepha lutea
- Anastrepha lutzi
- Anastrepha macra
- Anastrepha macrura
- Anastrepha maculata
- Anastrepha magna
- Anastrepha manihoti
- Anastrepha manizaliensis
- Anastrepha margarita
- Anastrepha matertela
- Anastrepha maya
- Anastrepha mburucuyae
- Anastrepha megacantha
- Anastrepha minensis
- Anastrepha minuta
- Anastrepha mixta
- Anastrepha montei
- Anastrepha morvasi
- Anastrepha mucronota
- Anastrepha munda
- Anastrepha murrayi
- Anastrepha nascimentoi
- Anastrepha nigrifascia
- Anastrepha nigripalpis
- Anastrepha normalis
- Anastrepha nunezae
- Anastrepha obliqua
- Anastrepha obscura
- Anastrepha ocresia
- Anastrepha ornata
- Anastrepha pacifica
- Anastrepha palae
- Anastrepha pallens
- Anastrepha pallidipennis
- Anastrepha panamensis
- Anastrepha parallela
- Anastrepha parishi
- Anastrepha passiflorae
- Anastrepha pastranai
- Anastrepha perdita
- Anastrepha phaeoptera
- Anastrepha pickeli
- Anastrepha pittieri
- Anastrepha pseudanomala
- Anastrepha pseudoparallela
- Anastrepha pulchella
- Anastrepha pulchra
- Anastrepha punctata
- Anastrepha quararibeae
- Anastrepha quiinae
- Anastrepha ramosa
- Anastrepha reichardti
- Anastrepha relicta
- Anastrepha repanda
- Anastrepha rheediae
- Anastrepha robusta
- Anastrepha rosilloi
- Anastrepha sagittata
- Anastrepha sagittifera
- Anastrepha schausi
- Anastrepha schultzi
- Anastrepha scobinae
- Anastrepha serpentina
- Anastrepha shannoni
- Anastrepha similis
- Anastrepha simulans
- Anastrepha sinvali
- Anastrepha sodalis
- Anastrepha soroana
- Anastrepha sororcula
- Anastrepha spatulata
- Anastrepha speciosa
- Anastrepha steyskali
- Anastrepha stonei
- Anastrepha striata
- Anastrepha submunda
- Anastrepha subramosa
- Anastrepha superflua
- Anastrepha suspensa
- Anastrepha sylvicola
- Anastrepha tecta
- Anastrepha teli
- Anastrepha tenella
- Anastrepha teretis
- Anastrepha townsendi
- Anastrepha tripunctata
- Anastrepha tubifera
- Anastrepha tumida
- Anastrepha turicai
- Anastrepha turpiniae
- Anastrepha umbrosa
- Anastrepha undosa
- Anastrepha urichi
- Anastrepha willei
- Anastrepha xanthochaeta
- Anastrepha zenildae
- Anastrepha zernyi
- Anastrepha zeteki
- Anastrepha zucchii
- Anastrepha zuelaniae

## Distribución
El género Anastrepha está muy extendido desde el sur de los Estados Unidos (Texas y Florida) hasta el norte de Argentina, incluidas las Antillas Mayores y Menores.

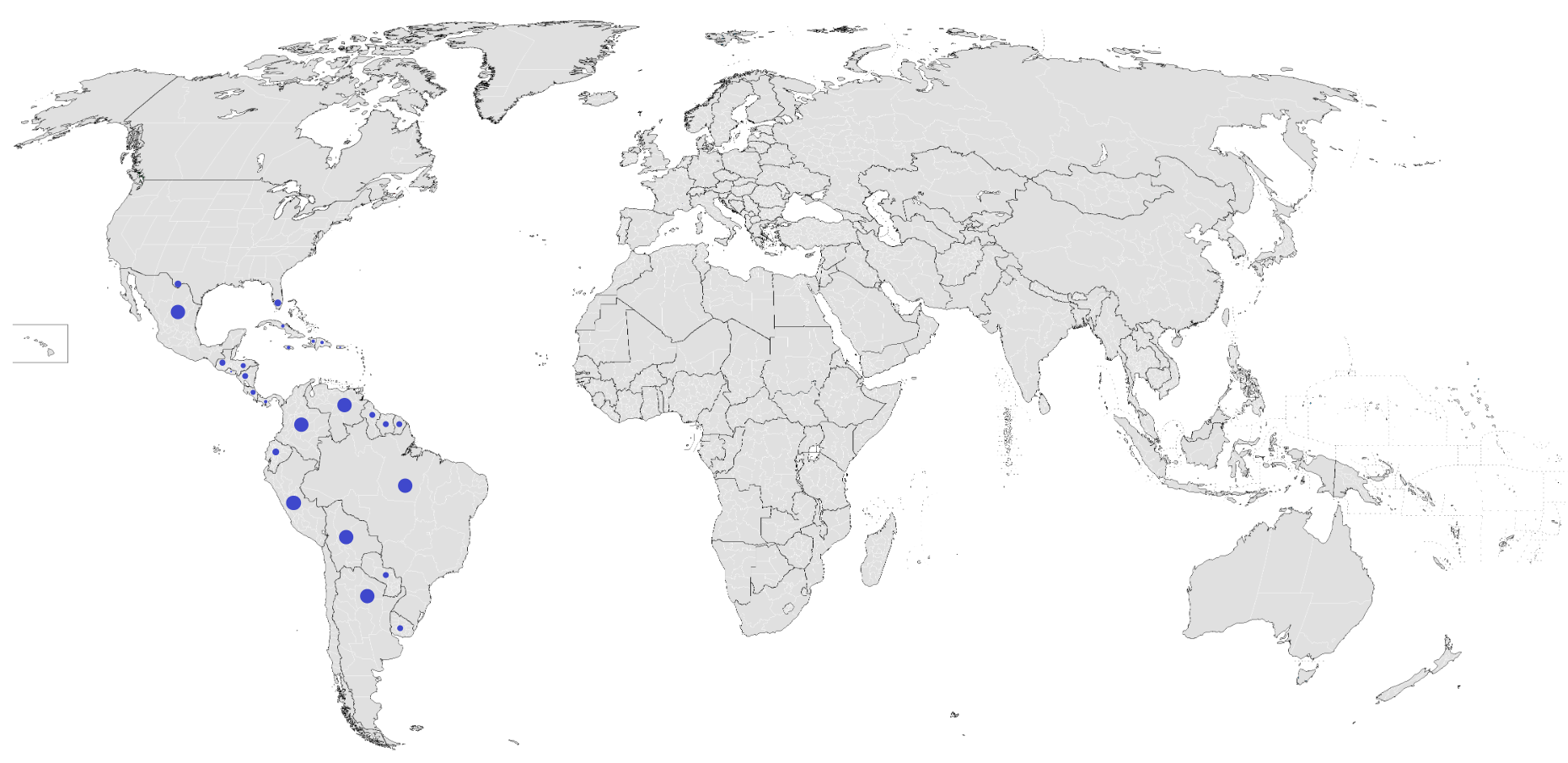
Distribución geográfica del género Anastrepha en las Américas.